# Raúl Baduel

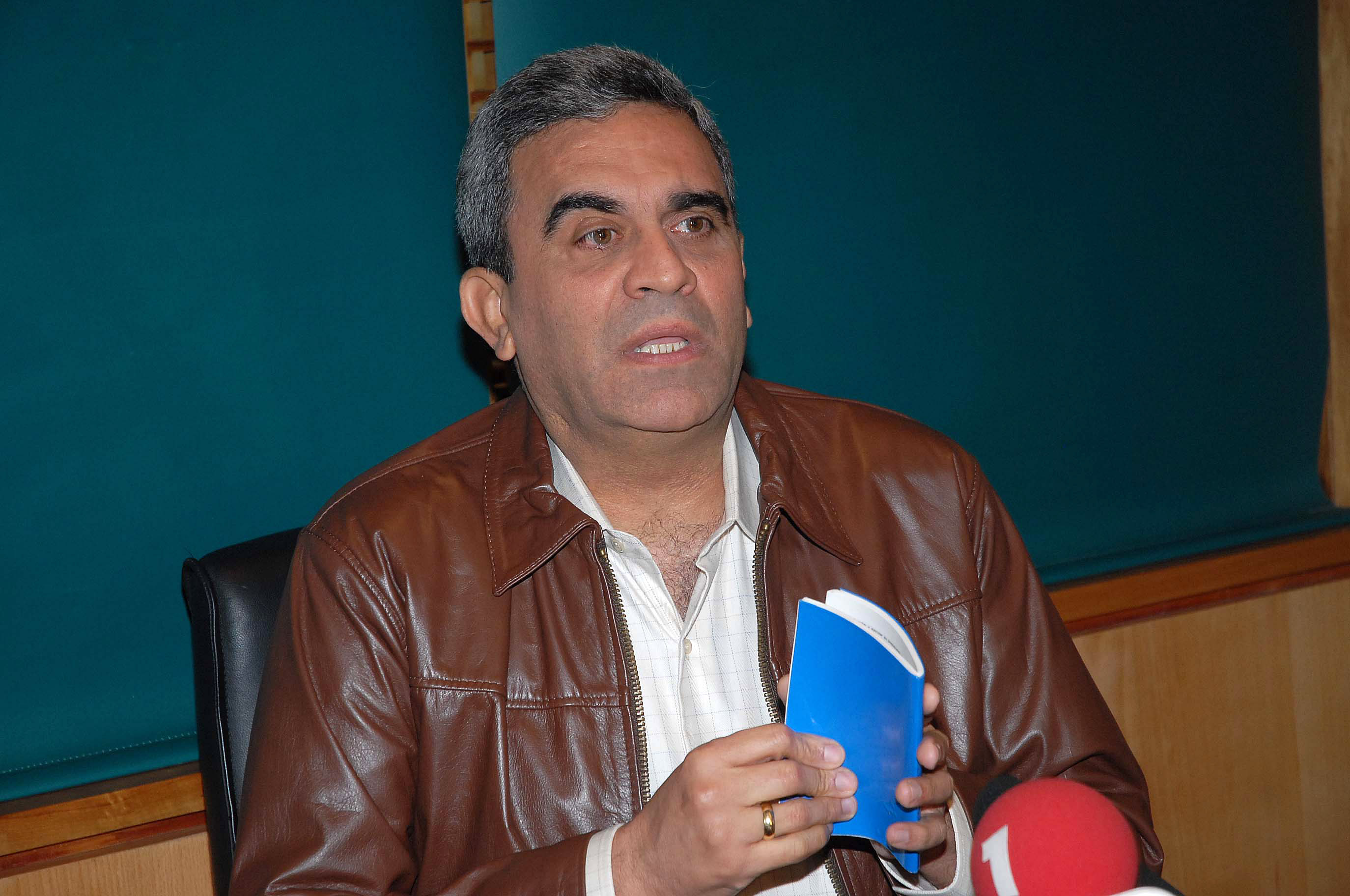
Raúl Baduel

Raúl Isaías Baduel (* 6. Juli 1955 in Las Mercedes del Llano, Guárico; † 12. Oktober 2021 in Caracas) war ein venezolanischer Politiker, General und Verteidigungsminister unter Präsident Hugo Chávez. Er war ab 1982 einer von Chávez’ Weggefährten in der „Revolutionären Bolivarianischen Bewegung 200“ (MBR-200).
2007 verließ er die Regierung in Zusammenhang mit einem anstehenden Referendum. Chávez behauptete später, er hätte ihn entlassen. Baduel war ein wichtiger Anführer der Opposition gegen Chávez.
Baduel wurde 2008 von einem Militärgericht wegen angeblicher Untreue in Zusammenhang mit einem Rüstungsgeschäft beschuldigt und 2009 verhaftet, was Baduel als politisch motiviert bezeichnete. In ihrem Jahresbericht 2010 nannte die weltweit tätige Menschenrechtsorganisation Human Rights Watch den Fall als Beispiel für Verfolgung politischer Gegner des Präsidenten.
Im Mai 2010 wurde Baduel zu einer Haftstrafe von sieben Jahren und elf Monaten verurteilt. Gleichzeitig durfte er lebenslang nie wieder ein öffentliches Amt übernehmen. Er beteuerte nach wie vor seine Unschuld. Am 13. August 2015 wurde er nach mehr als sechs Jahren Haft auf Bewährung entlassen. Kurz vor Ablauf der Bewährungsfrist im März 2017 wurde Baduel am 12. Januar des Jahres erneut verhaftet. Ihm wurde vorgeworfen, eine Gruppe von acht Verschwörern angeführt zu haben, um einen Putsch gegen Präsident Nicolás Maduro durchzuführen. Ihm drohten 25 weitere Haftjahre.
Ende Juni 2019 behauptete die venezolanische Regierung, dass es ein versuchtes Attentat, geplant von hochrangigen Ex-Militärs „mit Unterstützung der USA, Kolumbiens und Chiles“, gegen Präsident Maduro gegeben hätte. Man habe ihn durch Raúl Baduel ersetzen wollen.
Raúl Baduel starb am 12. Oktober 2021 in einem Gefängnis in Caracas an den Folgen einer SARS-CoV-2-Infektion.